# Mutant R.Y.M.D
För övriga versioner av rollspelet Mutant, se Mutant (rollspel)
Mutant R.Y.M.D, rollspel utgivet av Target Games 1992. Ingick i Mutant-serien men ersattes kort efter utgivningen av uppföljaren Mutant Chronicles.

## Spelmiljö
I grova drag kan man sammanfatta spelmiljön som mörk och dyster. Mänskligheten har spridit sig till solsystemets alla planeter men står i konfrontation med Ondskan. 

### Klasser
Klasstyperna är i mångt och mycket lika de som finns i den tidigare versionen av Mutant (1989).

### Samhälle
Megakorporationer påminner till viss del om stater med geografisk anknytning liksom starka identiteter (nationalismer?) knutna till sig.

### Teknik
Den tekniska utvecklingsnivån är i mångt och mycket likt det som finns i tidigare versionen av Mutant (1989).

### Vapen
Den vapentekniska utvecklingsnivån är i mångt och mycket likt det som finns i tidigare versionen av Mutant (1989).

## Spelsystem
Spelsystemet är i mångt och mycket likt det som finns i tidigare versionen av Mutant.

## Lista över utgivet material
- Mutant R.Y.M.D - grundregler (1992)
- Operation Kirkwood - äventyr (1992)